# Sprentschütz

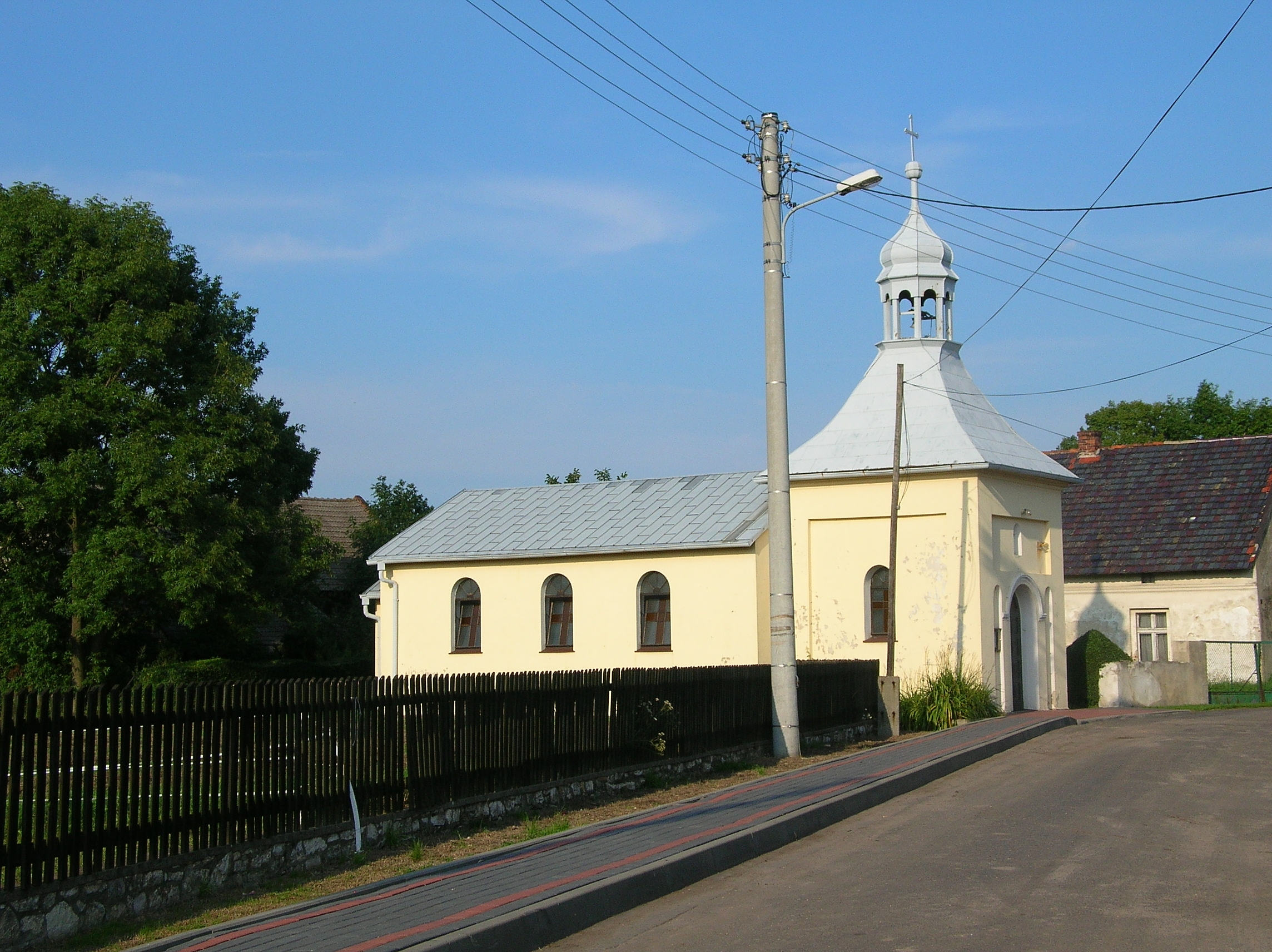
Kapelle

Sprentschütz, polnisch Sprzęcice ist ein Ort in der Landgemeinde Stubendorf (Izbicko) im Powiat Strzelecki der Woiwodschaft Opole in Polen.

## Geographie
Sprentschütz liegt 14,5 Kilometer von Strzelce Opolskie (Groß Strehlitz) entfernt.

## Geschichte
„Sprenczicz“ wurde 1302 erstmals urkundlich erwähnt.  
1910 hatte der Ort 145 Einwohner, davon alle polnischsprachig. Bei der Volksabstimmung am 20. März 1921 stimmten 47 Wahlberechtigte für einen Verbleib bei Deutschland und 34 für Polen. Sprentschütz verblieb beim Deutschen Reich. Bis 1945 gehörte Sprentschütz zum Landkreis Groß Strehlitz.
1945 kam der bisher deutsche Ort unter polnische Verwaltung, wurde in Sprzęcice umbenannt und der Woiwodschaft Schlesien angeschlossen. 1950 kam der Ort zur Woiwodschaft Oppeln und 1999 zum wiedergegründeten Powiat Strzelecki.
Am 6. März 2006 wurde in der Gemeinde Stubendorf, zu der Sprentschütz gehört, Deutsch als zweite Amtssprache eingeführt. Am 20. Mai 2008 erhielt der Ort zusätzlich den amtlichen deutschen Ortsnamen Sprentschütz. Im Dezember 2008 wurden zweisprachige Ortsschilder aufgestellt.